# Аббакумово (Гагарінський район)
Аббакумово (рос. Аббакумово)  — присілок Гагарінського району Смоленської області Росії. Входить до складу Родомановського сільського поселення.
Населення —  5 осіб. 